# 사회적 행위
사회적 행위(social action)는 사회학에서, 베버적 사회적 행위라고도 알려져 있으며, 개인(또는 '행위자')의 행위와 반응을 고려하는 행위이다. 막스 베버에 따르면, "행위는 그것의 주관적 의미가 타인의 행동을 고려하고 그 과정에서 지향되는 한 '사회적'이다."

## 막스 베버
기본 개념은 주로 막스 베버의 비실증주의 이론에서 발전되어 인간 행동이 사회 영역에서 원인과 결과와 어떻게 관련되는지 관찰한다. 베버에게 사회학은 사회와 행동에 대한 연구이며 따라서 상호작용의 핵심을 들여다봐야 한다. 사회적 행위 이론은 구조기능주의 입장보다 인간이 사회적 맥락에 따라 그리고 그것이 다른 사람들에게 어떻게 영향을 미칠지에 따라 자신의 행동을 달리한다는 것을 수용하고 가정한다. 잠재적인 반응이 바람직하지 않을 때, 행동은 그에 따라 수정된다. 행위는 기본적인 행위(의미를 가지는 것)이거나 발전된 사회적 행위, 즉 의미를 가질 뿐만 아니라 다른 행위자를 향하고 행위(또는 어쩌면 비행위)를 유발하는 것을 의미할 수 있다.
[사회학은] ... 사회적 행위의 의미를 해석하고 그로 인해 행위가 진행되는 방식과 그것이 산출하는 효과에 대한 인과적 설명을 제공하는 것을 목적으로 하는 과학이다. 이 정의에서 '행위'란 행위자 또는 행위자들이 그것을 주관적으로 의미 있다고 인식하는 한 인간 행동을 의미한다 ... 우리가 언급하는 의미는 (a) 특정 역사적 경우에 개별 행위자에 의해 실제로 의도된 의미이거나 주어진 일련의 경우에 대략 평균적으로 다수의 행위자에 의해 의도된 의미일 수 있으며, 또는 (b) 추상적으로 구성된 순수 유형에서 유형으로서 행위자 또는 행위자들에게 귀속된 의미일 수 있다. 어느 경우에도 '의미'는 어떤 형이상학적 기준에 의해 객관적으로 '정확'하거나 '참'이라고 생각되어서는 안 된다. 이것이 사회학 및 역사와 같은 경험적 행위 과학과 법학, 논리학, 윤리학 또는 미학과 같이 그 주제로부터 '정확'하거나 '타당한' 의미를 추출하는 것을 목표로 하는 어떠한 종류의 선험적 학문 사이의 차이점이다.
 — Max Weber The Nature of Social Action 1922, 
이 용어는 플로리안 즈나니에츠키의 "사회 현상"보다 더 실용적이고 포괄적이다. 왜냐하면 사회적 행위를 수행하는 개인은 수동적인 것이 아니라 능동적이고 반응적이기 때문이다. 베버 자신은 '기관'이라는 단어를 사용했지만, 현대 사회 과학에서 이 용어는 직접적인 암시를 의도하지 않는 한 베버적 사회적 행위 개념의 주어진 수용과 함께 자주 사용된다. 마찬가지로 '성찰성'은 베버가 가설화하는 데 핵심적인 역할을 한 구조와 기관 사이의 원인과 결과의 순환적 관계를 지칭하는 약어로 흔히 사용된다.

## 유형
1. 합리적 행위 (가치 합리적 행위, wertrational이라고도 함): 가치 있는 목표를 달성하기 때문에 취해지는 행위이지만, 그 결과에 대한 생각 없이 그리고 종종 그것을 달성하기 위해 선택된 수단의 적절성에 대한 고려 없이 취해진다('목적이 수단을 정당화한다'). 가치 합리적 또는 도구 합리적 사회적 행위는 합리적 고려와 합리적 지향의 두 그룹으로 나뉜다. 합리적 고려는 부차적인 결과가 합리적으로 고려될 때이다. 이것은 또한 부차적인 결과가 끝났을 때의 대안적인 수단으로 간주된다. 이 수단의 행위를 결정하는 것은 매우 어렵고 심지어 양립할 수 없다. 합리적 지향은 일반적인 조건 하에서 특정 매체를 인식하고 이해할 수 있는 능력이다. 베버에 따르면, 경쟁하는 이질적인 행위자들과 집단들은 특정 매체에 정착하고 공통적인 사회적 행위를 이해하는 것이 어렵다고 느낀다;
2. 도구적 행위 (가치 관계, 도구 합리적, 목적-도구적 행위, zweckrational이라고도 함): 목표를 다른 목표와 비교하여 평가하고, 그것을 달성하기 위한 다양한 수단(그리고 결과)을 철저히 고려한 후 계획되고 취해지는 행위. 예를 들어 변호사로서의 삶을 준비하는 고등학생이 있을 수 있다. 학생은 대학에 들어가기 위해서는 적절한 시험을 보고 대학에 들어가기 위한 적절한 서류를 작성해야 하고, 그 후 로스쿨에 들어가 궁극적으로 변호사가 되겠다는 목표를 실현하기 위해 대학에서 잘 해야 한다는 것을 알고 있다. 만약 학생이 대학에서 잘 하지 않기로 선택한다면, 로스쿨에 들어가 궁극적으로 변호사가 되겠다는 목표를 달성하는 것이 어려울 것이라는 것을 알고 있다. 따라서 학생은 궁극적인 목표에 도달하기 위해 적절한 단계를 밟아야 한다.

또 다른 예로는 대부분의 경제 거래가 있다. 가치 관계는 명령과 요구라는 하위 그룹으로 나뉜다. 법에 따르면 사람들은 명령을 받고, 시민이 소유한 법적 권리에서 중앙 정부나 지배를 해체하기 위해 전체 사법 시스템을 사용해야 한다. 요구는 정의나 인간의 존엄성을 기반으로 단순히 도덕성에 기반할 수 있다. 이러한 요구는 몇 가지 문제를 야기했으며 심지어 법적 형식주의조차 시험대에 올랐다. 이러한 요구는 사회에 부담을 주는 것으로 보이며 때로는 사회를 비도덕적으로 느끼게 할 수 있다.
종교에 대한 합리적 선택 접근 방식은 종교와 시장 경제 사이에 밀접한 비유를 그린다. 종교 기업은 소비자에게 종교적 제품과 서비스를 제공하기 위해 서로 경쟁하며, 소비자는 기업을 선택한다. 많은 종교 기업이 서로 경쟁하는 한, 그들은 특정 종교 소비자의 특정 요구에 전문화하고 충족시키는 경향이 있다. 이러한 전문화와 충족은 결국 종교 경제에 적극적으로 참여하는 종교 소비자의 수를 증가시킨다. 이 명제는 여러 경험적 연구에서 확인되었다.
엄격한 교회가 현대 미국에서 강하고 성장하고 있는 반면, 자유로운 교회는 감소하고 있다는 것은 잘 알려져 있다. 이안나콘에게 종교적 경험은 공동으로 생산되는 집단재이다. 따라서 교회 구성원은 집단 행동 문제에 직면한다. 종종 회원들에게 비싸고 난해한 요구 사항을 부과하는 엄격한 교회는 잠재적인 무임승승객을 걸러냄으로써 이 문제를 해결할 수 있다. 왜냐하면 그러한 요구 사항에 직면하여 오직 매우 헌신적인 사람만이 교회에 가입할 것이기 때문이다. 종교적 경험이 집단재라는 개념과 일관되게, 이안나콘 등은 회원들로부터 더 많은 자원(시간과 돈의 형태로)을 추출하는 교회가 회원 수가 증가하는 경향이 있다는 것을 보여준다.
1. 정서적 행위(정서적 행동이라고도 함): '자신의 감정으로 인해, 개인적인 감정을 표현하기 위해 취해지는 행위. 예를 들어 승리 후 환호하거나 장례식에서 우는 것은 정서적 행위가 될 것이다. 정서는 통제되지 않은 반응과 정서적 긴장이라는 두 가지 하위 그룹으로 나뉜다. 통제되지 않은 반응에는 제약이 없고 재량권이 부족하다. 통제되지 않은 반응을 가진 사람은 다른 사람들의 감정을 자신의 감정만큼 고려하는 데 덜 관심을 갖게 된다. 정서적 긴장은 사람이 자신의 가장 깊은 열망을 얻기에 부적합하거나 무력하다는 기본적인 믿음에서 비롯된다. 열망이 충족되지 않으면 내적인 불안감이 생긴다. 불충분한 삶 때문에 사회에서 생산적으로 생활하기 어려운 경우가 많다. 정서는 종종 교환 이론의 핵심 개념 때문에 무시된다. 일반적인 예는 행동적이고 합리적인 선택 가정이다. 행동적 관점에서 감정은 종종 처벌과 분리될 수 없다.

정서: 정서는 특정 상황에 대한 반응으로 나타나는 개인의 느낌이다. 정서에는 여섯 가지 유형이 있다. 사회적 정서, 반사실적 정서, 일어날 수 있는 일에 의해 생성되는 정서(종종 불안으로 나타남), 기쁨과 슬픔에 의해 생성되는 정서(학생이 좋은 성적을 얻었을 때와 사람이 장례식에 있을 때 일반적으로 보이는 반응에서 발견되는 예), 사고 유발 정서(때로는 회상으로 나타남), 그리고 마지막으로 사랑과 혐오의 정서이다. 이러한 모든 정서는 해결되지 않은 것으로 간주된다. 정서를 정의하는 데 사용되는 여섯 가지 특징이 있다. 의도적 대상, 가치, 인지적 선행 조건, 생리적 각성, 행동 경향, 마지막으로 생리적 표현이다. 이 여섯 가지 개념은 아리스토텔레스에 의해 식별되었으며 여전히 여러 강연의 주제이다.
경제 질서에 대한 거시 제도 이론: 니콜 비거트와 토마스 비미시는 막스 베버와는 약간 다른 인간 습관 접근 방식을 가지고 있다. 베버는 경제 조직이 물질적 이해와 아이디어의 구조에 기반한다고 믿었던 반면, 비거트와 비미시 같은 제도 사회학자는 시장 자본주의의 배치에 대한 거시 제도적 원천을 강조한다.
미시 이론 경제학은 개인 집단의 행위를 고려한다. 경제 이론은 최고 입찰자가 성공할 때 시장이 청산된다는 가정을 기반으로 한다. 미시 경제 이론은 개인이 필요한 것을 가장 저렴하게 구매할 방법을 찾을 것이라고 믿는다. 그렇게 함으로써 공급업체가 경쟁하게 되고 따라서 경제에 질서가 형성된다.
1. 합리적 선택 모형, 반면에, 모든 사회적 행위가 합리적으로 동기부여된다고 가정한다. 합리성은 취해진 행위가 분석되고 가장 많은 (자기) 이득과 효율성을 위해 계산된다는 것을 의미한다.
2. 전통적인 행위: 특정 상황에 대해 항상 특정 방식으로 수행되기 때문에 전통에 따라 수행되는 행위. 예를 들어 옷을 입거나 일요일에 쉬는 것과 같은 것이 될 수 있다. 일부 전통적인 행위는 문화 유물이 될 수 있다. 전통적인 것은 관습과 습관의 두 가지 하위 그룹으로 나뉜다. 관습은 친숙함에 기반한 관행이다. 그것은 계속해서 영속되고 문화에 뿌리 깊이 박혀 있다. 관습은 보통 여러 세대 동안 지속된다. 습관은 점진적으로 학습되고 때로는 무의식적으로 학습되는 일련의 단계이다. 옛 격언처럼 "오래된 습관은 깨기 어렵고" 새로운 습관은 형성하기 어렵다.
3. 사회적 행위 모형은 거울 자아와 같은 기본적인 사회학적 아이디어 때문에 사회적 결과를 설명하는 데 도움이 된다. 쿨리의 거울 자아 아이디어는 우리가 타인을 관찰하고 반영하며 그들이 우리의 행동에 대해 어떻게 생각할지 상상하면서 자아 의식이 발달한다는 것이다. 또한, 인상 형성 과정은 타인의 행동의 중요성을 해석할 수 있게 해준다.
4. 사회적 행위 및 제도 (사회) 모형: '제도 (사회)'는 의미적으로 연결된 전문화된 역할과 설정을 구성하며,[4] 복합체는 일반적으로 사회 내에서 어떤 기능을 수행하는 데 전념한다.

사회학적 계층에서 사회적 행위는 행동, 행위 및 사회행동보다 더 발전되어 있으며, 더 발전된 사회적 접촉, 사회적 상호작용 및 사회 관계가 뒤따른다.

## 같이 보기
- 행위 이론 (사회학)
- 정서적 행위
- 소통 행위
- 드라마투르기 (사회학)
- 집단 행위 (사회학)
- 집단 행위
- 도구적 및 가치 합리적 행위
- 인간 관계
- 상징적 상호작용
- 구조화 이론
- 이해사회학